# Oak Bay Provincial Park
Oak Bay Provincial Park är en park i Kanada.   Den ligger i provinsen New Brunswick, i den sydöstra delen av landet, 700 km öster om huvudstaden Ottawa. Oak Bay Provincial Park ligger 16 meter över havet.
Terrängen runt Oak Bay Provincial Park är huvudsakligen platt. Oak Bay Provincial Park ligger nere i en dal. Runt Oak Bay Provincial Park är det ganska glesbefolkat, med 24 invånare per kvadratkilometer.. Närmaste större samhälle är St. Stephen, 8,6 km sydväst om Oak Bay Provincial Park. 
I omgivningarna runt Oak Bay Provincial Park växer i huvudsak blandskog.